# Kronwerk-Kanal

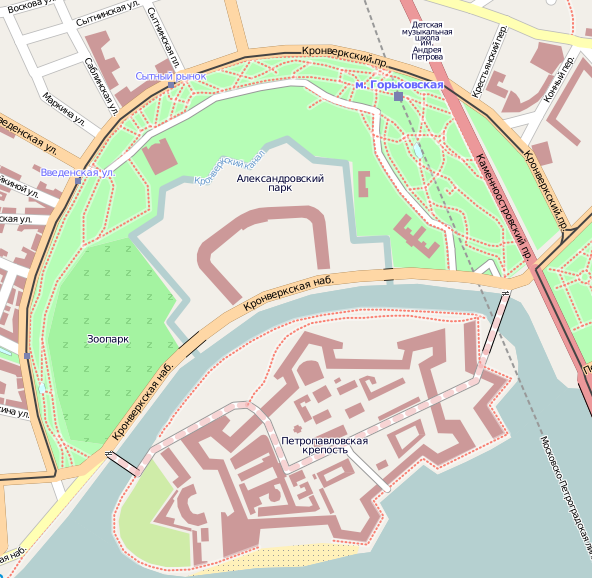
Kronwerk-Kanal in Sankt Petersburg (zwischen Haseninsel mit der Peter-und-Paul-Festung und vorgelagertem Kronwerk auf der Petrograder Insel)

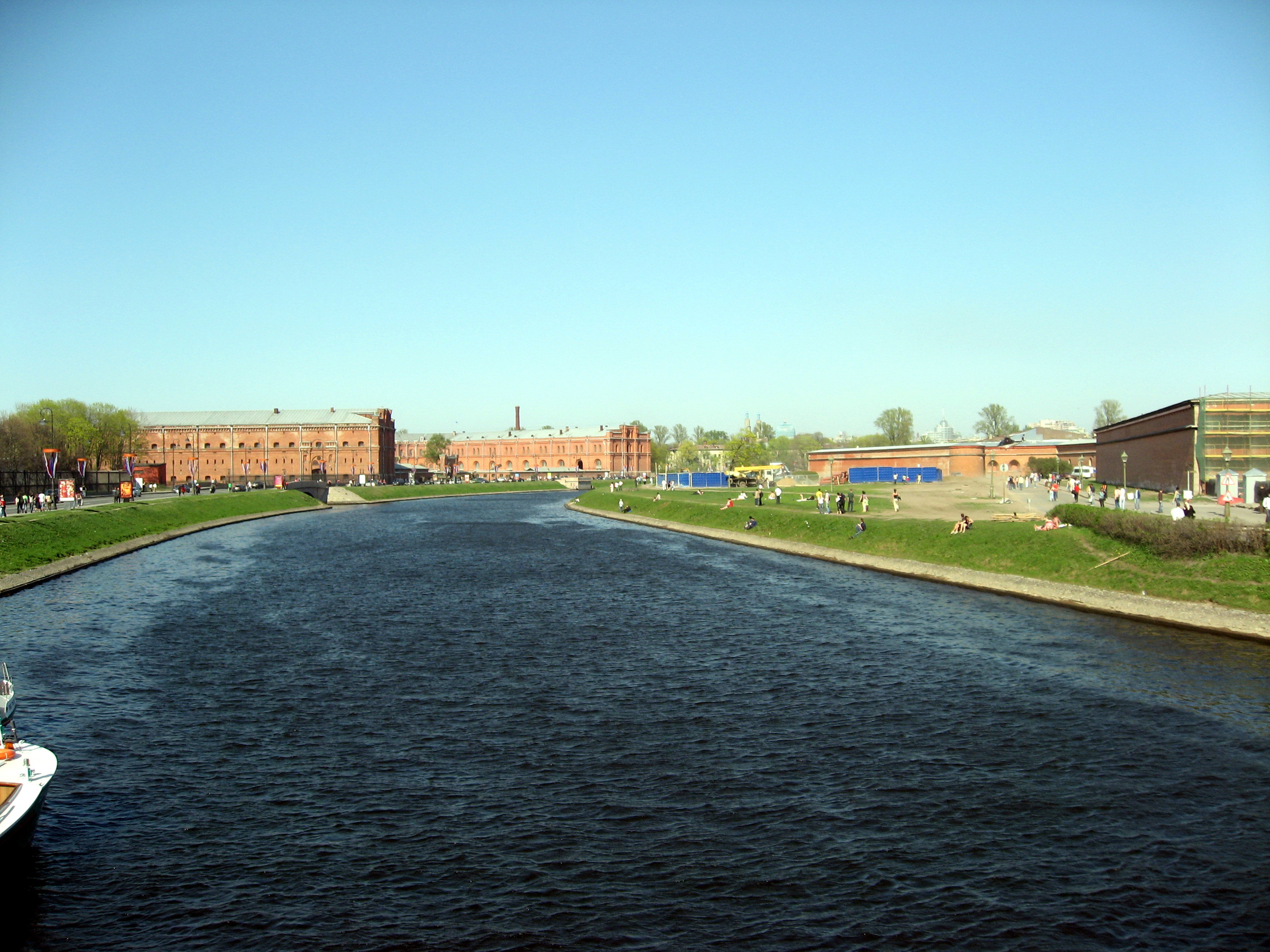
Kronwerk-Kanal

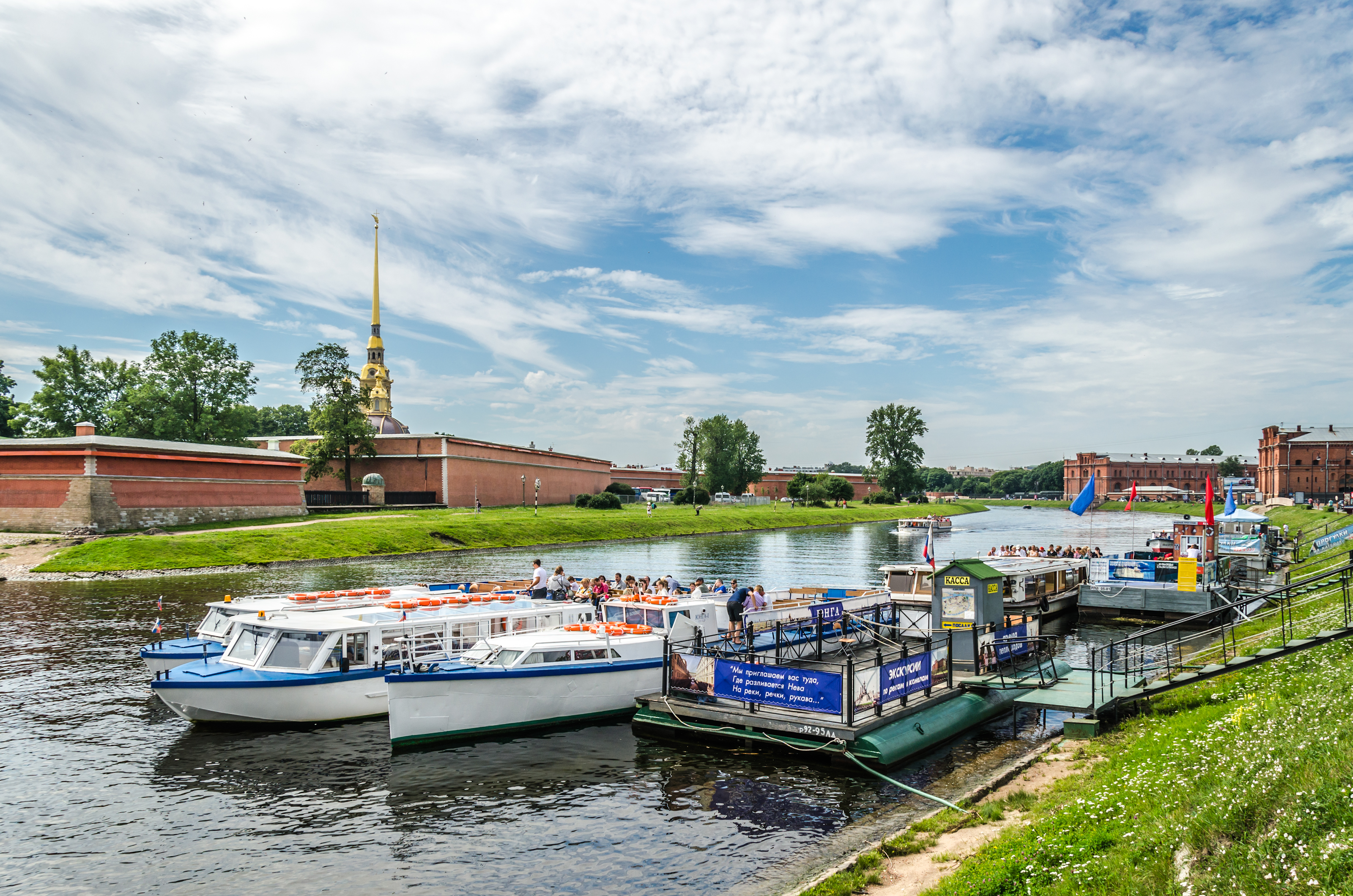
Landungssteg am Kronwerk-Kanal

Der Kronwerk-Kanal bzw. die Kronwerk-Straße (russisch Кронверкский пролив, Kronwerkski proliw)  ist ein schmaler Kanal in Sankt Petersburg, der die Petrograder Insel von der Haseninsel trennt. Er bildet einen Bogen von etwa 1 km Länge und 50 m Breite. Die Haseninsel im Südosten wird von der Peter-und-Paul-Festung dominiert, und im Norden liegt das Kronwerk auf der Petrograder Insel. Die beiden Inseln sind durch die neuere Kronwerkbrücke im Westen und die Johannesbrücke im Osten miteinander verbunden. Letztere war die erste in St. Petersburg gebaute Brücke, die ursprünglich im Jahr 1703 als hölzerne Schwimmbrücke angelegt wurde.